# Vlag van Tsjechië

Verticale variant

De vlag van Tsjechië is dezelfde vlag als die van het voormalige Tsjecho-Slowakije.
Toen dit land op 1 januari 1993 werd opgesplitst in Tsjechië en Slowakije, bleef Tsjechië de oude vlag gebruiken, terwijl Slowakije een eigen vlag aannam.

## Symboliek
De Tsjechische vlag dateert uit de Tsjecho-Slowaakse tijd. In de eerste versie (1918) ontbrak de blauwe driehoek en waren dus alleen de witte en rode baan aanwezig. Deze kleuren zijn afgeleid van het wapen van Bohemen (een zilveren leeuw op een rood veld). Na twee jaar werd een blauwe driehoek toegevoegd als verwijzing naar Slowakije en om hem te kunnen onderscheiden van de vlag van Polen.
Sinds de Tsjechische onafhankelijkheid in 1993 wordt de blauwe driehoek gezien als een symbool van Moravië, aangezien het Moravische wapen een rood-wit geblokte adelaar op een blauwe achtergrond is.
De kleuren wit, rood en blauw zijn de pan-Slavische kleuren.

## Ontwerp
De diagonale randen van de blauwe driehoek liggen op de denkbeeldige diagonale lijn die de schuin tegenover elkaar liggende hoekpunten met elkaar verbindt. Dat betekent dat de rechter punt van de blauwe driehoek in het midden van de vlag ligt en niet — zoals vaak verondersteld wordt — links van het midden. De witte en rode horizontale baan nemen ieder de helft van het vlagoppervlak rechts van de blauwe driehoek in, waarbij hun onderlinge grens precies op de helft van de vlag loopt (vanaf de rechter punt van de blauwe driehoek naar rechts).

Constructie van de vlag

De hoogte-breedteverhouding is 2:3.

## Geschiedenis
Het gebied dat nu Tsjechië is, viel tot 1918 onder Oostenrijk-Hongarije. In 1918 werd Tsjecho-Slowakije gesticht, op het grondgebied van het tegenwoordige Tsjechië en Slowakije (plus een deel dat na de Tweede Wereldoorlog aan Oekraïne werd afgestaan.

Vlag van Tsjecho-Slowakije (1918-1919)
Vlag van Tsjecho-Slowakije (1919-1920)
Vlag van Tsjecho-Slowakije (1920)
Vlag van Tsjecho-Slowakije (1920-1939)
Vlag van het Protectoraat Bohemen en Moravië (ongeveer gelijk aan het huidige Tsjechië) (1939-1945)
Vlag van Tsjecho-Slowakije (1945-1992) en tevens de vlag ?van Tsjechië (1993-heden)

Tsjecho-Slowakije ging in eerste instantie een rood-witte vlag gebruiken. Deze kleuren zijn zoals hierboven vermeld is afkomstig uit het oude wapen van Bohemen. De blauwe driehoek werd op 30 maart 1920 toegevoegd omdat de wit-rode tweekleur te sterk leek op de vlag van Polen en omdat zij dezelfde kleuren had als de vlag van Oostenrijk (waar Tsjecho-Slowakije tot 1918 deel van uitmaakte). Het blauw is afkomstig uit de vlag van Slowakije
De Tsjecho-Slowaakse vlag van 1920 zou tot het einde van deze staat in 1993 in gebruik blijven, en daarna dienst blijven doen als Tsjechische vlag. Tijdens de Tweede Wereldoorlog (1939-1945) lag het gebruik van de vlag echter aan banden, aangezien Tsjecho-Slowakije uit elkaar was gevallen en het gebruik van de vlag vanaf 6 oktober 1939 verboden was. Slowakije was een Duitse vazalstaat, terwijl het Sudetenland krachtens het Verdrag van München bij Duitsland werd gevoegd. De rest van Tsjechië werd het Duitse Protectoraat Bohemen en Moravië. Dit protectoraat gebruikte vanaf 6 oktober 1939 een horizontale wit-rood-blauwe driekleur, waarin het wit en rood voor Bohemen stonden en het blauw voor Moravië. Overigens bleven Geallieerde Tsjechoslowaakse troepen in het buitenland gebruikmaken van de vlag uit 1920.
Het "Slowaakse" blauw bleef ook in de "nieuwe" Tsjechische vlag van 1993 gehandhaafd. Slowakije was daar niet blij mee. Nog voor de splitsing werd namelijk door het Tsjecho-Slowaakse parlement vastgelegd dat geen van beide toekomstige staten de Tsjecho-Slowaakse vlag zou gebruiken. Tsjechië schond deze regel, maar beschouwde die als een "regel van een staat die niet meer bestaat." De versie zonder blauw wordt nog gebruikt als vlag van Bohemen.

## Presidentiële standaard

?Vlag van de president van Tsjecho-Slowakije (1918-1939)
?Vlag van de president van het Protectoraat Bohemen en Moravië (1939-1945)
?Vlag van de president van Tsjecho-Slowakije (1945-1960)
?Vlag van de president van Tsjecho-Slowakije (1960-1990)
?Vlag van de president van Tsjecho-Slowakije (1990-1992)
?Vlag van de president van Tsjechië (1993-heden)